# Клаудія Морі
Кла́удія Мо́рі (італ. Claudia Mori, нар. 12 лютого 1944, Рим, Італія), справжнє ім'я Клаудія Мороні (італ. Claudia Moroni) — італійська акторка, телепродюсерка, співачка і музична продюсерка. Переможиця фестивалю «Санремо» 1970 року. Директор студії звукозапису «Clan Celentano».
Знялася у понад двадцяти кінофільмах, до числа її найвідомішіх стрічок увійшли: «Рокко та його брати», «Содом і Гоморра», «Кровний зв'язок», «Юппі-Ду». Записала понад двадцять синглів, найвідоміші з яких: «Chi non lavora non fa l'amore», «Buonasera dottore», «Non succederà più».
Дружина Адріано Челентано, мати Розіти, Джакомо і Розалінди Челентано.

## Життєпис

### Ранні роки

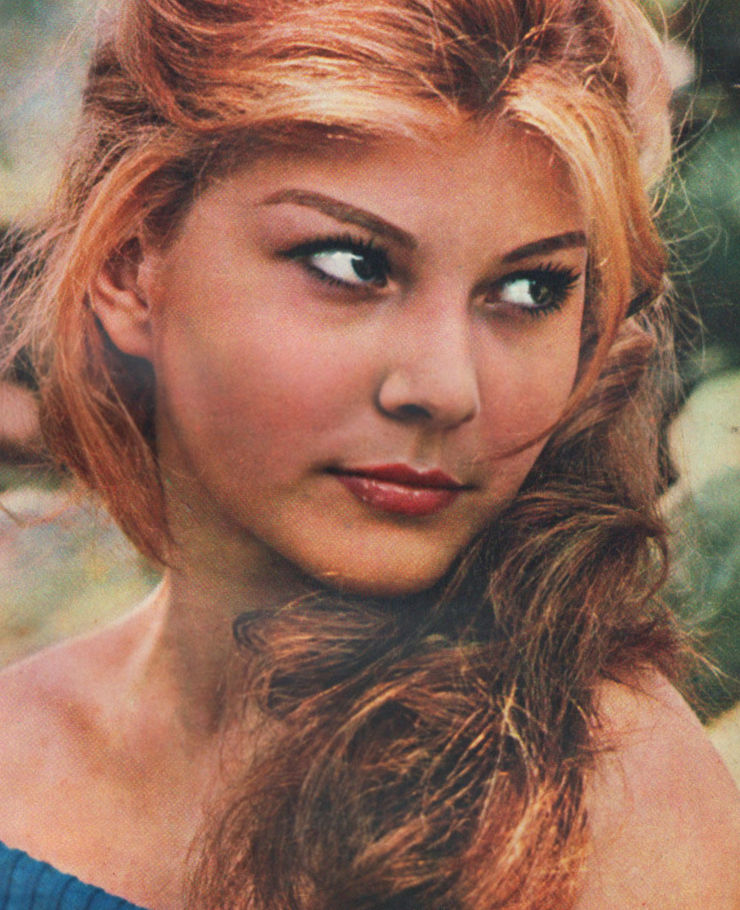
Клаудія Морі у 1960 році

Клаудія Мороні народилася 12 лютого 1944 року в Римі, у незаможній родині. Батько Клаудії був драматичним актором, а мати — викладачем гри на фортепіано, вони й привили їй любов до музики та кіно. Вона була не єдиною дитиною у сім'ї, у неї ще є сестра Анна, старша на 5 років. У дитинстві Клаудія почала співати, після чого поступила вивчати класичну музику до Консерваторії Санта-Чечілія  Римі.

### Кар'єра

#### 1950-ті роки
Кар'єра Клаудії розпочалася після того, як 1958 року вона перемогла в кіноконкурсі, що проводила газета «Paese Sera». Режисер Раффаелло Матараццо звернув увагу на 14-річну дівчину та запросив її зіграти головну роль господарки невеликого пляжного кафе у фільмі «Черазелла», що вийшов наступного року. Журнал про мистецтво «Intermezzo» (за березень 1960 року) писав: «Натхненний відомою піснею-хітом, „Черазелла“ розповідає слабку історію про сентиментальні розбіжності, фінал яких легко передбачити з перших сцен. […]». Клаудія розпочала акторську кар'єру, змінивши своє прізвище з «Мороні» на «Морі». Крім цього, вона працювала моделлю й грала в театрі та вар'єте, щоб утримувати свою численну родину.

#### 1960-ті роки
Наступними найбільш значними фільмами Морі були драма «Рокко та його брати» (1960) Лукіно Вісконті і пеплум «Содом і Гоморра» (1962) Роберта Олдріча. «Рокко та його брати» мали великий успіх: Мартін Скорсезе включив стрічку до списку «39 іноземних фільмів, які варто побачити перед смертю», а Френсіс Форд Коппола назвав її джерелом натхнення для «Хрещеного батька» (1972). 2008 року Роджер Еберт додав «Рокко» до свого списку «Великих фільмів». Сюжет фільму обертається навколо вдови та її п'ятьох синів, які шукають кращого життя. Акторка виконала роль робітниці хімчистки, у якій працював головний герой фільму Рокко (у виконанні Алена Делона). Стрічка «Содом і Гоморра» хоча і мала касовий успіх, зібравши 2,5 мільйона доларів у США та Канаді й стала одною із найкасовіших в Італії та Великій Британії за 1963 рік, проте після виходу на екрани була майже однозначно негативно сприйнята критиками. Видання «Segnalazioni cinematografiche» писало про картину: «Це самонадіяний фільм, у якому зібрано багато недоліків, характерних для робіт такого роду; також залишають бажати кращого реконструкції та трюки найвидовищнішого характеру. Посередня акторська гра та режисура»
У кількох фільмах цього часу їй довелося грати у головних ролях з американськими акторами. У пригодницько-історичних фільмах «Легенді про Фра Д'яволо» (1962) Леопольдо Савони і «Чудовий авантюрист» (1963) Ріккардо Фреди вона грала у парі з Бреттом Гелсі та Тоні Расселом відповідно, а у пригодницькій стрічці «Урсус у Вогняній країні» (1963) — з американським культуристом Едом Фарі.

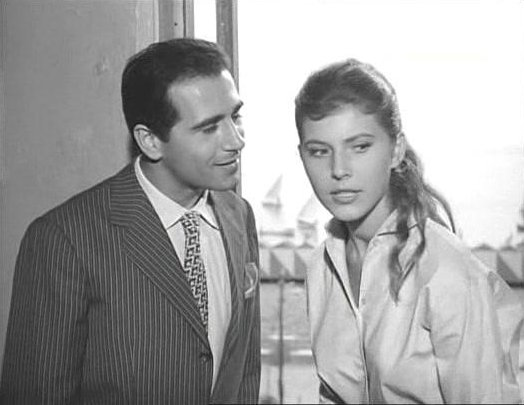
Клаудія Морі і Луїджі Де Філіппо у фільмі «Черазелла» (1959)

Решта фільмів Морі були представлені комедіями, де вона грала як головні, так і другорядні ролі: «Пригода в мотелі», «Трудне кохання», «Куратор», «Бездоганні», «Якийсь дивний тип», «Суперпограбуванні в Мілані». У своїй більшості, фільми цієї пори не отримали високих оцінок критиків: «Куратор» був названий «передбачуваною комедією»; у пригодницькій стрічці «Урсус у Вогняній країні» на їхню думку «замість сцен із кавалькадами та боями все звелося до мелодрами та словоблуддя»; а у комедії «Пригоді в мотелі» режисура та акторська гра «були дуже слабкими».
У комедії Лучо Фульчі «Якийсь дивний тип» Клаудія Морі познайомилася зі співаком Адріано Челентано, який невдовзі став її чоловіком. Спочатку Морі не хотіла грати у цьому фільмі, але після наполягання її сестри Анни, яка була великою шанувальницею Челентано, — погодилася взяти участь у зйомках. Челентано виконав одразу дві головні ролі: зірки рок-н-ролу (самого себе) і звичайного хлопця, на ім'я Пеппіно. Клаудія зіграла Кармеліну, дружину Пеппіно. Критик Марчел Давінотті писав про фільм: «Як неважко здогадатися, історія суто умоглядна, чергова варіація на тему двійників, якою зловживають у комічному кіно, і до того ж не підкріплена навіть гідним сценарієм» З цього часу Морі стала постійним членом власної студії звукозапису Челентано, «Clan Celentano».
«Суперпограбування в Мілані» стало режисерським дебютом Челентано, де він також виконав роль ватажка банди грабіжників банків, Серджо. У книзі-огляді італійського кіно «Нове кіно» за 1965 рік писалося, що фільм Челентано був наслідуванням комедії «Зловмисники, як завжди, залишилися невідомими» 1958 року і далі писалося: «Історія цікава і витримана, є багато хороших прагнень, але ми ще далекі від затвердження його, як повністю розкритої особистості. Челентано, в усякому разі, зміг би спростувати нас». Крім Морі, Челентано зняв у своєму фільмі низку інших учасників студії «Clan Celentano» — Джино Сантерколе, Дона Бакі, Мікі Дель Прете, Детто Маріано, Іко Черутті. Також 1964 року Морі з'явилася в італійсько-іспанській стрічці «Кохання та прощання», де виконала роль другого плану, після чого призупинила знімання у кіно та вирішила присвятити себе співацькій кар'єрі. Того ж року вона записала свої перші пісні, «Non Guardarmi» і «Quello che ti dico» (кавер-версія композиції «The Loco-Motion» американської співачки Літл Іви).
1967 року вийшла знаменита пісня Челентано «La coppia più bella del mondo» («Найгарніша пара у світі»), виконана в дуеті з Клаудією, що стала однією з найвідоміших у його творчості. Надалі вони часто виконували цю пісню разом на телебаченні. У пісні на музику Паоло Конте та текст Лучано Беретти і Мікі Дель Прете, вихвалявся шлюб, подружнє життя і критикувалося розлучення. Композиція очолювала чарт Італії протягом сезону 1967/68 років. Того ж року вона вийшла на синглі з піснями «30 donne del West» та «Più forte che puoi», які Клаудія та Адріано теж виконали разом. Її вказали на синглі під псевдонімом «LEI».

#### 1970-ті роки

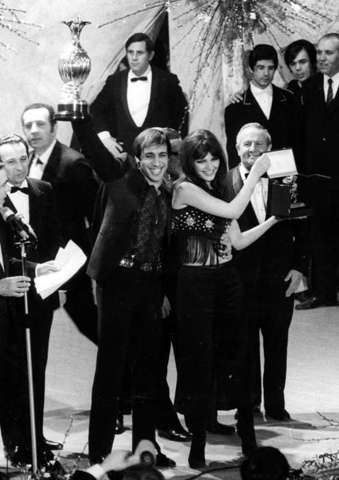
Челентано та Морі на фестивалі «Санремо» 1970 року

1970 року Морі разом з Челентано здобула перемогу на фестивалі «Санремо», виконавши пісню «Chi non lavora non fa l'amore» («Хто не працює, той не кохається»). Вона вийшла разом з чоловіком на сцену і, не зводячи з нього очей, підспівувала йому, тримаючи його за руку. Пісня вийшла під час масових загальноіталійських страйків робітників. Її сюжет, з іронічно глузливою інтонацією, оповідав про робітника, який не міг працювати у зв'язку зі страйками — через це дружина викинула його на вулицю. Пісня зазнала критики з усіх сторін, газета «L'Unità» назвала її плутаною й нетактовною, вона інтерпретувалася як гімн зради страйкам і провокація проти робітників, викликавши обурення страйкарів. Попри це пісня очолила італійський чарт.
Після повернення Морі на знімальний майданчик після тривалої перерви 1971 року, майже у кожному фільмі вона виконувала головні ролі зі своїм чоловіком. Того року вона з'явилася у ролі Рози Турбіне у драматичній комедії «Історія кохання і кинджала» Серджо Корбуччі, де зіграла наречену головного героя, у виконанні Адріано. Фільм був заснований на реальній історії римського хулігана Ромео Оттавіані, якого зіграв Челентано. Критик Марчел Давінотті писав: «Це епохальний фільм про дуже специфічний і соціально цікавий період італійської історії: ми перебуваємо в Римі початку XX століття, і містом правлять безжальні закони честі: рахунки зводяться за допомогою ножів, а кожен район має свого харизматичного лідера […]» Тоді ж вийшов альбом-саундтрек «Er Piu' (Storia D'Amore E Di Coltello)», на обкладинці якого було фото з Клаудією та Адріано.
1973 року Морі зіграла зі своїм чоловіком відразу у двох фільмах режисера Паскуале Феста Кампаніле. У трагікомедії «Ругантіно», знятій за мотивами однойменного твору 1962 року творчого дуету драматургів Гарінеї і Джованніні, Клаудія зіграла одружену красуню Розетту, якої домагається дотепник і ловелас Ругантіно, у виконанні Челентано. Кінодовідник «Segnalazioni Cinematografiche» називав фільм «нудною» інтерпретацією однойменного твору, створеною у комерційних цілях. У комедії «Емігрант» Клаудія зіграла Розіту Флорес, де вона виконала пісню, а Адріано виконав роль Пеппіно Кавалло, який намагається з нею познайомитися. У «Segnalazioni Cinematografiche» писалося про фільм: «Позбавлений стилістичної єдності фільм непослідовно переходить від веселих до патетичних тонів, від фарсу до трагедії, від сміху до драми. Хлипкий у своїй оповідальній основі та характеристиці персонажів, він відрізняється різноманітністю шоу-ґеґів та інтермедій у поганому смаку, зі вкидами елементів, які істотно не пов'язані з сюжетом».
1974 року разом з піснярем Паоло Ліміті Клаудія записала на студії «CGD» альбом «Fuori tempo», до якого увійшла знаменита пісня «Buonasera dottore». Пісня також вийшла як сингл, що очолив чарт 1975 року і став її найбільшим успіхом як сольної виконавиці. Музику написав британський співак та продюсер Шел Шапіро, аранжував Детто Маріано, у пісні присутній голос актора Франко Моргана. Спочатку вона призначалася співачці Міні, яку та теж виконала пізніше.
Протягом 1970-х років Морі разом з Челентано часто брали участь у різних телешоу, зокрема у «Teatro 10, «C'e Celentano» (особистому проекті її чоловіка 1972 року), «Ieri e oggi» (1976), «Odeon» (1977).
1975 року Клаудія зіграла Аделаїду у музично-комедійному сюрреалістичному фільмі, «Юппі-Ду». Картина стала найвдалішою режисерською роботою її чоловіка, вона була нагороджена «Срібною стрічкою» та номінувалася на 28-му Каннському кінофестивалі. Адріано та Клаудія виконали головні ролі у цьому фільмі, разом зі своєю дочкою Розітою. Решту головних ролей зіграли англійська акторка Шарлотта Ремплінґ та Джино Сантерколе. Окрім цього, Клаудія брала участь у створенні саундтреку до фільму, який вийшов у вигляді однойменного альбому Челентано: вона виконала дует зі своїм чоловіком та Сантерколе у пісні «Yuppi du», та разом зі своїми дітьми (Розітою, Розаліндою та Джакомо) у пісні «Do dap». Альбом мав великий успіх, посівши другу сходинку італійського чарту 1975 року, а «Yuppi du» стала найуспішнішою піснею альбому (посіла третю сходинку італійського чарту). Того ж року вона разом з чоловіком презентувала цей альбом на телешоу «Techetechetè», де виконала у дуеті з ним його заголовну пісню.

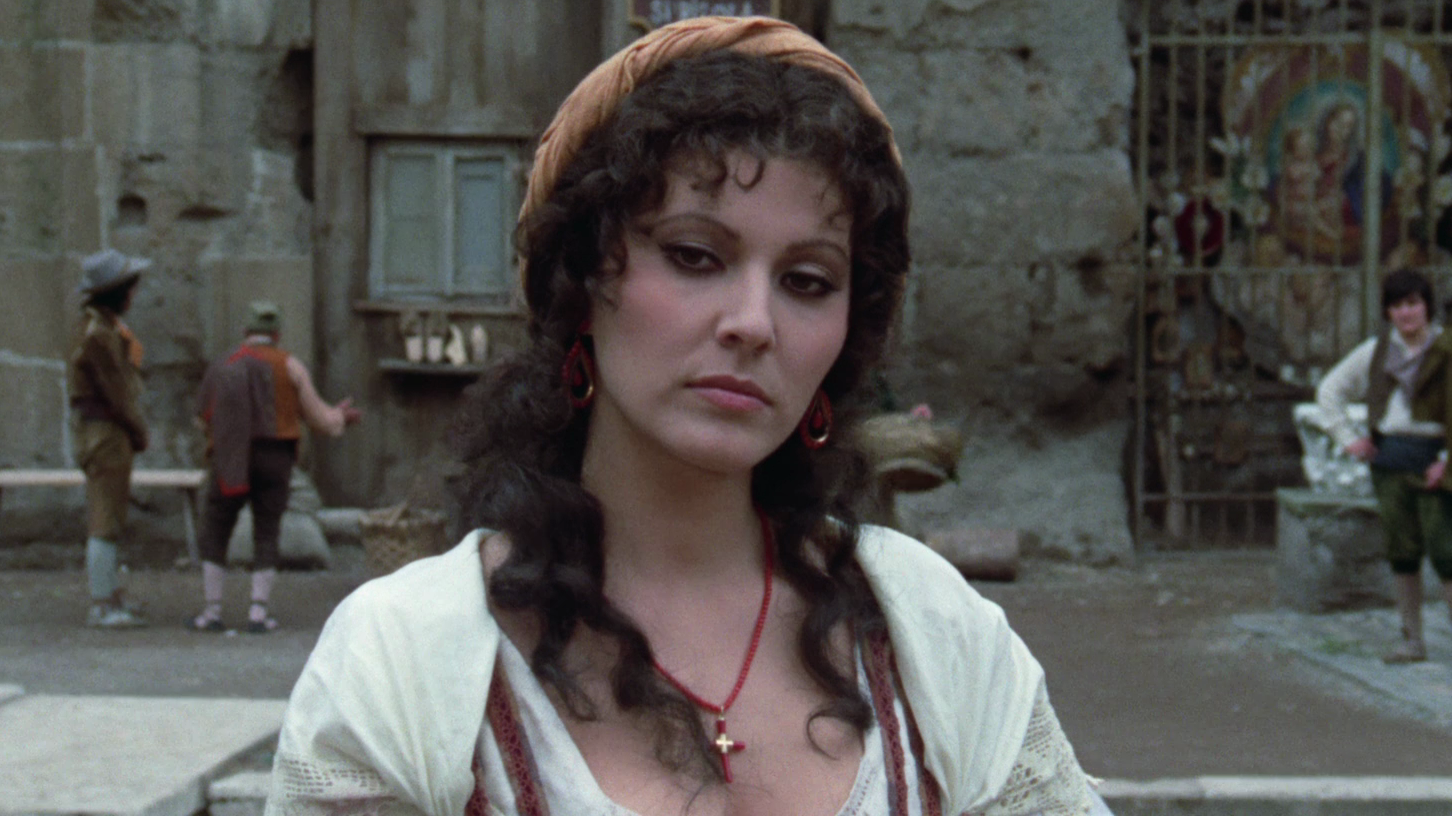
Клаудія Морі у фільмі «Ругантіно» (1973)

Кадр з фільму «Юппі-Ду», що зображує весілля Феліче (Адріано Челентано) і Аделаїди (Клаудія Морі), 1975 рік

1976 року вийшов фільм «Шляхетний венецієць» режисера Флавіо Могеріні, де Клаудія виконала головну роль Наді, зігравши разом із Марчелло Мастроянні, Ліно Тоффоло і Анною Мізероккі. Челентано цього разу виконав роль другого плану. Вийшов альбом «Come una Cenerentola», із саундтреком до стрічки, однойменна пісня якого містила дует Морі з Мастроянні. Клаудія стала співавторкою пісень з Детто Маріано, який створив аранжування до них.
1977 року вийшов другий студійний альбом Клаудії «È amore», з однойменним синглом, написаним Шелом Шапіро. Також альбом містив пісні й інших виконавців, зокрема Роберто Веккйоні (пісня «Hey, Hey, Hey!»), Івано Фоссаті (пісня «Mi vuoi», яка окрім цього була опублікована наступного року Марчеллою Беллою у вигляді синглу) і бразильця Роберто Карлоса Браги (пісня «Io bella figlia», яка була кавер-версією його твору). Пісню «Hey, Hey, Hey!» Клаудія також виконувала на концертах Челентано, які він давав в рамках свого туру «Arriva Il Celebre» по стадіонах Італії того ж року
1978 року Клаудія зіграла у третій режисерській роботі Челентано, мюзиклі «Безумство Джеппо». Фільм у багатьох сенсах був автобіографічним для Адріано, який зіграв популярного в Італії співака, який закохався у вчительку англійської мови Джильду, у виконанні Клаудії. Критик Франко Коломбо писав про фільм у виданні «L'Eco di Bergamo»: «Що з цим дияволом Челентано? Він витратив три мільярди лір (а може, й більше), щоб створити цей фільм, який ні про мене, ні про вас, трохи комедія і трохи фарс, трохи мюзикл і трохи цирк, але насправді це мильні бульбашки, які з'являються на екрані, круглі та різноколірні, і які одразу розпливаються і розчиняються в небутті».
1979 року Клаудія зіграла Донателлу в англомовному трилері «Кровний зв'язок», режисера Теренса Янга. Головні ролі виконали Стефан Одран, Одрі Гепберн і Бен Газзара. Фільм отримав негативні відгуки. Журнал «Variety» писав: «„Кровний зв'язок“ — безкровний. З сюжетом, який стає все більш смішним, чим більше про нього думаєш, це по-дубовому виконана німецька постановка для „Парамаунтського“ релізу». Того ж року Клаудія у дуеті з Адріано виконала відому пісню «Pay, pay, pay», яка увійшла до його знаменитого альбому «Soli», що посів 2 позицію в італійському чарті, де він протримався 55 тижнів загалом.

#### 1980-ті роки
1980 року Морі зіграла Мірандоліну в екранізації твору Карло Ґольдоні «Господарка готелю», режисера Паоло Кавари, з Челентано, Паоло Вілладжо і Міленою Вукотіч. Кінокритик Марчел Давінотті писав: «„Господарка готелю“ — не одна з найдотепніших комедій венеціанця Карло Гольдоні, але кінематографічна адаптація Паоло Кавари (явно театральна за своєю суттю, що підкреслюється у фіналі із закриттям завіси та прощанням акторів) просто нестерпна: Челентано (повністю лисий) втомлено повторює своє кліше грубуватого чоловіка із золотим серцем […]».
Того ж року вийшов альбом Челентано «Un po' artista un po' no», де Клаудія разом з Крістіано Мінеллоно була автором текстів до пісень «Il tempo se ne va», «Una parola non ci scappa mai», «Non se ne parla nemmeno» і «Spettabile Signore». Тото Кутуньйо, який був автором музики альбому, присвятив пісню «Il tempo se ne va» старшій дочці Адріано і Клаудії — Розіті. Пісня посіла 2 місце в італійському чарті та стала однією із найзнаменитіших у творчості Челентано.
1982 року Клаудія повернулася на фестиваль «Санремо» як гостя з піснею «Non succederà più» («Це більше не повториться»), яку написав Джанкарло Бігацці, який цього часу також створював треки до альбому її чоловіка, «Uh… uh…». У пісні описується історія, яку слід пам'ятати в моменти кризи у стосунках, особливо у випадку зради. Пісня, яка мала комерційний успіх в Іспанії, Франції та Німеччині, містила вокальне інтермеццо Челентано, який також був присутнім на фестивалі під час її виконання. Вона очолила італійський чарт; сингл з нею отримав золоту сертифікацію в Іспанії, і платинову — в Італії. Цей успіх допоміг подружній парі пережити якоюсь мірою кризовий час, викликаний романом Адріано з Орнеллою Муті, і тому її текст трактувався як автобіографічний.
1983 року Морі випустила пісню «Il principe», написану з Джанкарло Бігацці і Рафом, яка стала заставкою телепрограми «Hit parade». Наступного року Клаудія випустила платівку «Claudia canta Adriano» («Клаудія співає для Адріано»), до якої увійши кавер-версії різних хітів з репертуару її чоловіка, зокрема: «Il ragazzo della via Gluck», «Pregherò», «Nata per me», «Stai Lontana Da Me».
1985 року Клаудія знову повернулася на фестиваль «Санремо», де виступила як гостя з піснею «Chiudi la porta», яка була римейком композиції Челентано «Un'altra volta chiudi la porta», записаної десять років тому.
У тому ж році вона зіграла у четвертій режисерській роботі Челентано, фільмі «Джоан Луй», який став її останньою кінороллю. Адріано зіграв Месію, посланого вдруге на Землю незадовго до кінця світу, а Клаудія — журналістку. Картина стала провальною, попри фантастичну амбітність задуму, насичене музичне оформлення протягом всього перегляду, на зразок мюзиклу, композитором якого став Челентано, й колосальний бюджет у 20 мільярдів лір. Фільм зібрав у прокаті всього 7 мільярдів, отримавши негативні відгуки критиків, хоча в Німеччині та СРСР мав успіх. Глядачі відзначили сумбурність сюжету, відсутність основної ідеї картини, невдалий сценарій. Видання «Segnalazioni cinematografiche» писало: «Останнє безумство національного „Моледжатто“: фільм Челентано, який майже всі вважають дуже поганим, претензійний і абсолютно позбавлений оповідної збалансованості, з усім тим є актом мужності за часів лицемірства. Давайте не будемо розпинати його, не обговоривши це». До фільму вийшов альбом-саунтрек Челентано «Joan Lui», у пісні якого, «La prima stella», співала Клаудія.

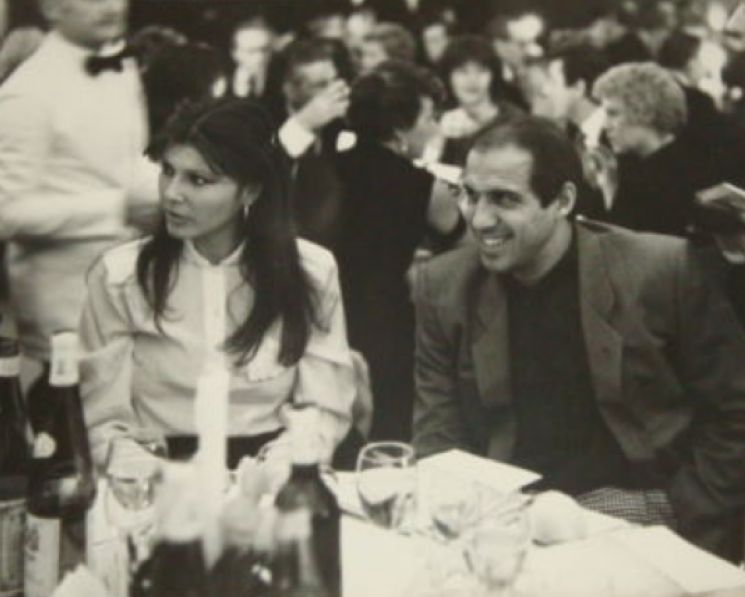
Клаудія Морі і Адріано Челентано, 1980-ті роки

Вона також співала і в альбомі Челентано «I miei americani 2», який вийшов 1986 року, де у дуеті з ним виконала пісню «Seguirò Chi Mi Ama». Це було востаннє, коли Клаудія виконувала пісні в альбомах свого чоловіка. В середині 1980-х років вона залишила свою кар'єру співачки та акторки, щоб продюсувати роботи Челентано, зокрема його альбоми.
14 червня 1987 року, на запрошення радянської спілки кінематографістів, Челентано разом із Клаудією прибув до Москви на прем'єру свого фільму «Джоан Луй» у кінотеатрі «Октябрь». Співак дав два двогодинних концерти у спорткомплексі «Олімпійський», збори від одного з виступів передано до «Фонду виживання людства».
1988 року Клаудія стала продюсером кінокомедії «Потяг з вершками», де зіграла її дочка Розалінда. Наступного року вона постійно була поруч із Челентано на судовому процесі, який був порушений проти артиста через його монолог проти полювання, вимовлений у телешоу «Fantastico», де він був ведучим, під час референдуму про заборону полювання в Італії. Загалом, Морі регулярно супроводжувала виступи Челентано на цьому телешоу, протягом низки його сезонів: на «Fantastico 6» (1985 року, де вона разом з ним презентувала фільм «Джоан Луй»), «Fantastico 7» (де він презентував свій альбом «La pubblica ottusità») і «Fantastico 8» (1987 року, де вона разом з ним виконала пісню «La coppia più bella del mondo»).
Наприкінці 1980-х Клаудія Морі дала серію концертів по стадіонах Італії. У турі прозвучали авторські пісні Морі та створені у її колаборації з іншими італійськими знаменитими музикантами.

#### 1990-ті роки
1990 року Морі вела телепередачу «Dudu dudù» з Піно Карузо на каналі Rai 2. 1991 року Челентано випустив альбом «Il Re Degli Ignoranti», де були присутні слова Клаудії в композиції «Cammino» та однойменній пісні, до якої був знятий відеокліп, де присутні кадри з фільму «Юппі-ду», що демонстрував її танець зі своїм чоловіком. Крім цього, у записі бек-вокалу до альбому взяли участь їхні діти, а старша дочка Розіта знялася у відеокліпі до заголовної пісні. Того ж року Клаудія стала генеральною директоркою студії «Clan Celentano».
1994 року Клаудія записала свою останню пісню «Se mi ami», написану Тото Кутуньйо, тоді ж вона з нею виступила на фестивалі «Санремо», де вона посіла 17 сходинку. Пісня розповідала про дівчину, яка, втомившись від міського життя, запрошує свого коханого супроводжувати її на пляж, а після цього — провести ніч любові та почуттів. Пісня увійшла до нового альбому-збірки Клаудії «Claudia Mori e ragazzi del Clan», випущеного невдовзі після фестивалю, а також була включена до збірки «SuperSanremo '94». Того ж року канал «Rete 4» запустив «Totofestival», п'ятисерійну програму, яку вів Кутуньйо, коментуючи вечори фестивалю. Серед інших гостей композитор запросив і Клаудію для живого дуету, який відбувся в одному з епізодів його програми.
Також 1994 року Челентано випустив альбом «Quel Punto», де Клаудія разом з Фабріціо Берлінчоні стала автором пісні «Ja Tebia Liublu», назва якої є транскрипцією фрази російською мовою, що перекладається як «Я тебе люблю». Приспів пісні виконувався російською, французькою, англійською, німецькою мовами. Таким чином Челентано у ній звертався до своєї дружини словами «Я тебе люблю» п'ятьма мовами. Пісня стала дуже популярною у російськомовних слухачів. Того ж року вона разом з чоловіком презентувала його альбом на телешоу «Scommettiamo che...?», яке вели Міллі Карлуччі і Фабріціо Фріцці.
1998 року Клаудія стала ініціатором випуску спільного альбому Челентано та співачки Міни, «Mina Celentano». Альбом ознаменував собою повернення популярності Челентано, яка до цього йшла на спад, та мав великий успіх: він очолив чарт Італії й став одним з найбільш тиражованих у творчості Міни (понад 1.6 мільйони копій в Італії та 1 мільйон поза її межами).
1999 року Клаудія заснувала свою телепродюсерську компанію «Ciao Ragazzi!». Її компанія співпрацювала з такими відомими сценаристами та режисерами, як Ліліана Кавані.
Того ж року Челентано записав альбом «Io non so parlar d'amore», на відбір контенту якого Клаудія теж мала значний вплив. Альбом складався з пісень на любовні теми творчого дуету Могола та Джанні Белли. Спочатку Челентано ставився скептично та до пісень, які йому запропонував цей творчий дует, але після того, як втрутилася Клаудія зі словами: «Якщо ти їх не приймеш, ти божевільний!» — він погодився записати їх. Альбом отримав тричі «діамантову» сертифікацію в Італії, вийшов накладом 2.2 мільйони копій, та очолив італійський чарт. До пісні альбому «Gelosia» був знятий відеокліп, де, серед іншого, були присутні кадри з Клаудією, взяті з фільму «Безумство Джеппо».

#### 2000-ні роки
Між 2002 та 2012 роками Клаудія зі своєю компанією спродюсувала низку багатосерійних телефільмів (фікшенів), які транслювалися на каналі Rai 1. У двох з них, «Батьки» і «Ріно Гаетано — або небо завжди блакитне», знімалася її дочка Розіта. За фільм «Жило-було місто божевільних…» Морі присудили Спеціальний приз RomaFictionFest за продюсерську діяльність під час Римського фестивалю фікшнів («Roma Fiction Fest») 2010 року.
Моя пристрасть до продюсування виникає з бажання пропонувати проєкти, які я хотіла би бачити в кіно і на телебаченні. Мені подобається творчий аспект, я обираю історії, і мене особливо приваблює спостереження за сценарієм на стадії написання, що є найважливішими етапами для фільму чи фікшену. Мені завжди було не легко втілювати в життя фікшени, які я пропоную, — вони часто стосуються суворої реальності та поточних подій. Мені завжди доводилося боротися за їхнє втілення в життя— Клаудія Морі про своє захоплення продюсуванням (2014).
2009 року Клаудія випустила збірку «Claudia Mori Collection», до якої входив CD з усіма її хітами та деякі пісні з Б-сторін старих платівок, а також DVD з приватним фільмом про сім'ю Челентано, авторизований Морі. Того ж року з вересня по грудень Клаудія була суддею третього випуску телешоу «X Factor» на каналі Rai 2. На «X Factor» стався неприємний для Морі інцидент, де автори телешоу показали на екрані її фото 30-річної давнини, порівнявши його з пізнішим. Через це вона погрожувала організаторам залишити телешоу зі словами: «Я не у захваті від цих тупих, дешевих телевізійних ігор. Мабуть, із завтрашнього дня вам доведеться йти шукати іншого суддю».
З 2009 року Морі займалася продюсуванням пригодницько-фантастичного мультсеріалу за ідеєю Челентано, «Адріан», з 21 січня до 4 лютого 2019 року на Canale 5 показали чотири його епізоди. Мультфільм зняли з використанням мальованої анімації у стилі кіберпанк. За сценарієм, події мультсеріалу розгортаються 2068 року, його головними героями є зовні подібні на Челентано і Морі годинникар Адріан з вулиці Глюка і Джильда, його подруга. Серіал є своєрідним політичним маніфестом сучасної реальності. Протягом серіалу Адріан перевдягається в лиса, уособлюючи таким чином замаскованого борця за справедливість, який поборює злочинців, вдаючись до стилю боротьби, що нагадує танець. Загалом, мультсеріал, як і його передача-презентація, «Адріан наживо — ось така історія», не отримали хороших відгуків. Альдо Ґрассо писав у «Corriere della Sera»: «Челентано надто замкнений в собі, щоб уявити собі майбутнє. І хоча в „Адріані“ ми опиняємося у 2068 році, де корумпована держава править шляхом обману та нівеляції цінностей, що є класичним сценарієм для будь-якої антиутопії, оповідь обертається довкола самої себе, як годинник, вона автореференційна: „Годинникар, що рятує світ“. Що ж стосується прологу з живим актором, то перш, ніж рятувати світ, варто було рятувати свою зовнішність».
Цієї пори, продюсуючи альбом Челентано «Facciamo finta che sia vero», що вийшов 2011 року, Клаудія ініціювала припинення співпраці чоловіка з творчим дуетом Могола і Джанні Белли. В результаті цей диск, вперше за багато років, був записаний без їхньої участі.
10 липня 2014 року Морі випустила автобіографію «Два закоханих борці» («Due guerrieri innamorati»), присвячену 50-річчю шлюбу.
2020 року Морі повідомила, що вона за сім років роботи продюсером представила 41 телепроєкт, і всі вони були заблоковані, бо начебто не відповідали редакційній політиці компанії RAI. При цьому вона зазначала, що до призначення нової редакційної голови, Елеонори Андреатти, її серіали мали успіх у публіки та критиків. Після цього Морі почала всерйоз задумуватися щодо закриття своєї продюсерської компанії «Ciao Ragazzi».

### Сімейне життя

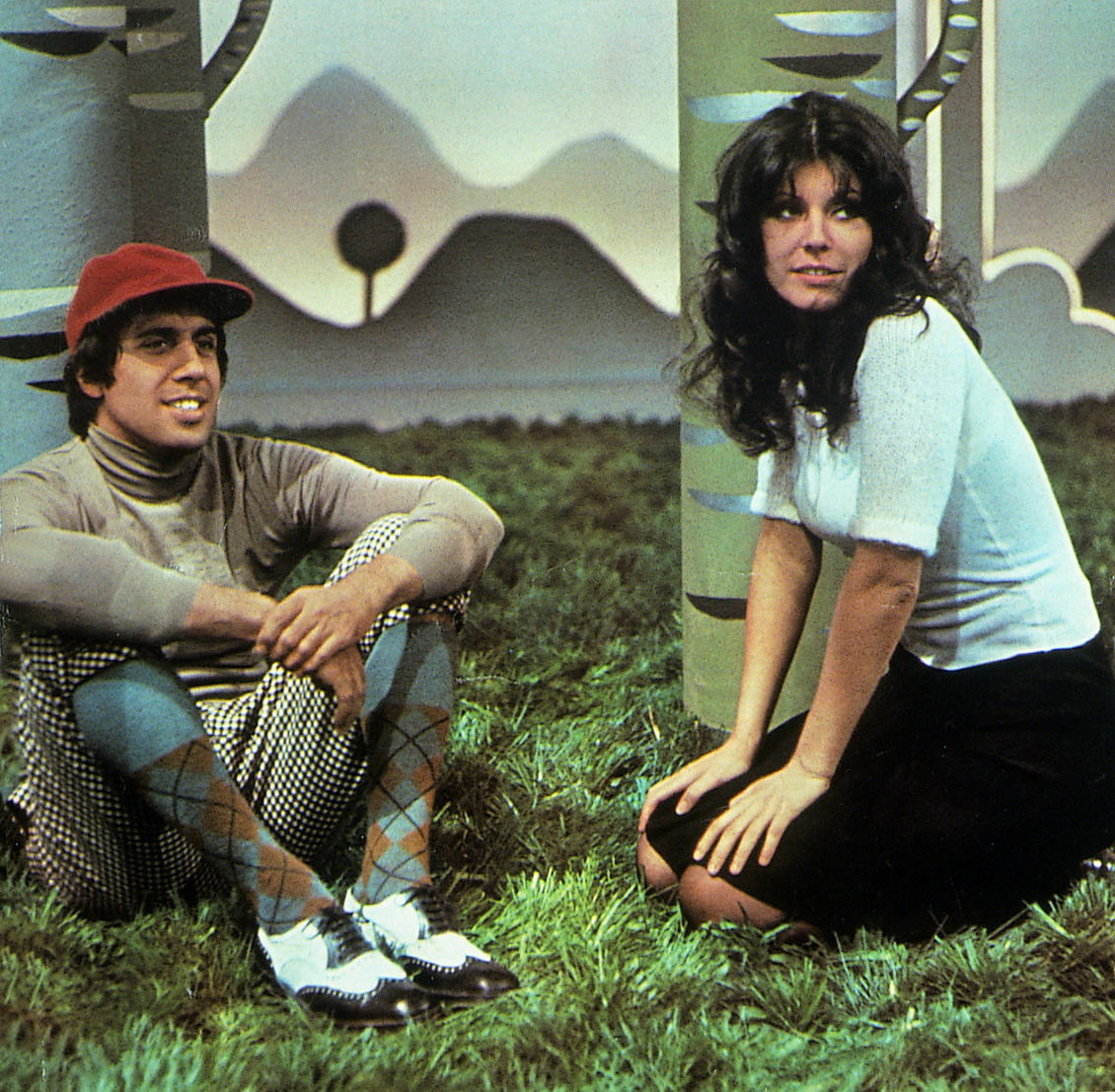
Клаудія Морі і Адріано Челентано на телепередачі «C'e Celentano» (1972)

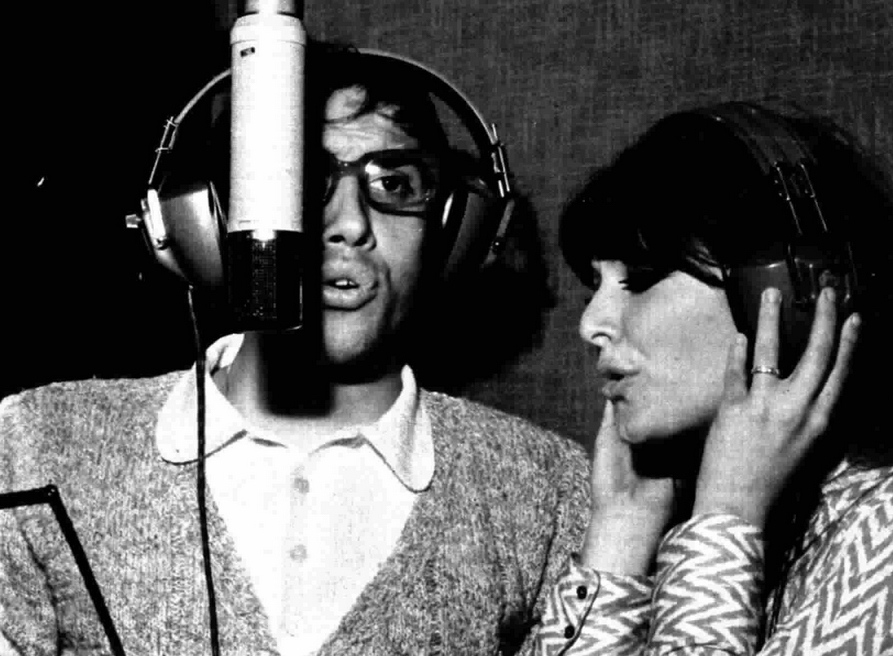
Адріано Челентано і Клаудія Морі під час запису в студії (1970)

На початку 1960-х років Клаудія Морі зустрічалася з футболістом Франсіско Лояконо. 1963 року на знімальному майданчику фільму «Якийсь дивний тип» Клаудія зустріла свого майбутнього чоловіка — 25-річного Адріано Челентано, який на ту пору вже був відомим співаком і актором, що записав кілька альбомів, встиг перемогти на кількох вокальних конкурсах та знятися у низці кінокартин; тоді як її кар'єра лише почала йти вгору. На момент знайомства з Клаудією Адріано був заручений із Міленою Канту, яка працювала консультантом у магазині парфумерії. Спочатку Морі не звертала уваги на Челентано, за спогадами акторки, перша зустріч із ним налякала її: на кастинг фільму з'явилася неохайна людина у простих шльопанцях. Та й сам образ епатажного актора-співака здавався інтелігентній дівчині надто зухвалим. Челентано, вражений красою Морі, неодноразово запрошував її на побачення, але завжди отримував ввічливу відмову. Все змінилося після невеликої події: з вини Клаудії на знімальному майданчику сталося коротке замикання, і один із освітлювальних плафонів вибухнув, поранивши Челентано обличчя. Відчуваючи себе винною за це, дівчина зголосилася обробити співаку рани, і нарешті погодилася на побачення з ним. Надалі їхні стосунки розвивалися дуже стрімко, і за кілька днів Клаудії довелося обирати між своїм нареченим (перспективним тоді молодим футболістом) та Челентано.
Вони одружилися влітку 1964 року у церкві Святого Франциска в місті Гроссето. Щоб уникнути зайвої уваги преси, зірки вирішили провести таємну церемонію о 3-й годині ранку. Челентано намагався приховати своє одруження від Мілени Канту, яка дізналася про шлюб значно пізніше з газет).
Я завжди був вибагливим у виборі дівчат, та ось. Люблячи дівчат, дівчину, ідеальну дівчину, я з дитинства малював її собі за своїм смаком, і, таким чином, для мене це був безперервний вибір, тому що я думав: «Так, ця всім хороша, але коли починає говорити, мені не подобається. То один недолік знаходив, то інший. Або хода… чи є постать, але… обличчя!» Я хотів, щоб все збігалося, так? Згідно з моєю уявою, ідеальна жінка, яку я шукав, була схожа на Клаудію. І коли я познайомився з нею, я зрозумів, що це Вона, тому що вона мала всі необхідні якості, тобто її якості відповідали моєму уявленню про ідеал. Повинен сказати, я був вражений, коли її побачив... Вона одразу мені сподобалася, тієї ж миті. Раптом я побачив у ній все, все— Адріано Челентано про Клаудію Морі, у автобіографічній книзі «Рай — це білий кінь, який ніколи не втомлюється» (1982).
Я дуже люблю Адріано. Я кохаю і поважаю його. І він все ще змушує мене сміятися. Ніхто не має права засуджувати Адріано. Він глибоко добрий, чесний, послідовний— Клаудія Морі про Адріано Челентано (видання «Corsera Magazine», 2006 рік).

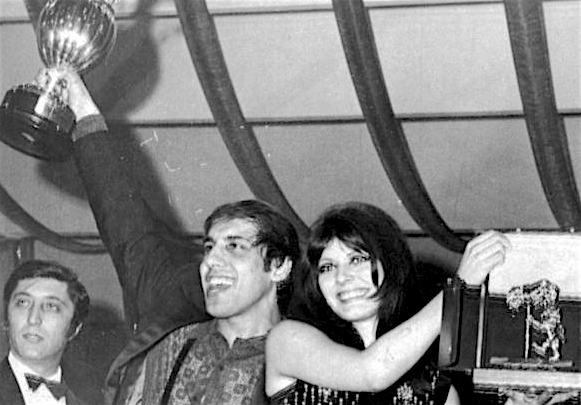
Клаудія Морі і Адріано Челентано на фестивалі «Санремо» 1970 року

Наприкінці 1960-х років Клаудія переїхала з чоловіком на віллу біля підніжжя Монте Барро, поблизу Гальб'яте (провінція Лекко). «Будівництво Святого Петра», що тривало 15 років через фінансування авторських фільмів Челентано і купівлю ним сусідніх ділянок (співак остерігався придбання їх будівельними компаніями), оточене гаями та галявинами, містить два десятки віталень, умебльованих з розкішшю Голлівуду 1920-х, студію звукозапису; годинникову майстерню, басейн, тенісні корти, футбольне поле, стайню та манеж, де Адріано об'їжджає коней, і фонтан зі скульптурою з залізобетону, що зображає Клаудію.
Клаудія народила трьох дітей і виховувала їх переважно сама (чоловік рідко бував удома через активну творчість) в авторитарному стилі. Розіта Челентано (17 лютого 1965) — відома в Італії теле- та радіоведуча, знялася у кількох фільмах і записала студійний альбом. Син Джакомо (17 листопада 1966) пише і виконує пісні, знімався в кіно, працює на італійському телебаченні. Розалінда (15 липня 1968), успішна акторка, особливо після фільму Мела Гібсона «Страсті Христові», у 1990—1991 роках вона записала два сингли, захоплюється художньою творчістю, влаштовує виставки картин.
У другій половині 1970-х років племінник Челентано, Джино Сантерколе, розірвав шлюб з сестрою Клаудії, Анною Мороні, що мала двох дітей. Між Клаудією і Джино виникли суперечки, у яких Челентано став на сторону дружини й на роки відмовився від спілкування з племінником.
Челентано мав досить вибуховий характер, і Морі, справедливо розсудивши, що якщо вона хоче зберегти шлюб, то потрібно миритися з настирливою увагою численних прихильниць і колег «по цеху» зі світу кіно і музики. Вона спокійно реагувала на популярність Адріано серед жінок до тих пір, поки її чоловік не закрутив роман з Орнеллою Муті, його партнеркою по фільмах «Приборкання норовливого» (1980) і «Шалено закоханий» (1981). Після цього Клаудія вирішила покинути Адріано і пішла разом з дітьми із дому, давши йому можливість самостійно розставити пріоритети й вирішити, хто для нього важливіше. Газети почали писали про розлучення Адріано та Клаудії. Муті заради Челентано навіть розлучилася з чоловіком, і чекала, що він зробить їй пропозицію, проте відповідного кроку з його боку так і не відбулося. Адріано публічно попросив вибачення у дружини та дітей. Клаудія прийняла чоловіка назад без скандалів й зайвих розмов, у родині встановився міцний мир. В інтерв'ю російському телеканалу ТВЦ 2011 року, Муті підтвердила, що мала роман з Челентано: «В акторів це нормально — любов на час фільму…». 2014 року Челентано також підтвердив факт існування в минулому роману з Муті.
Зі свого боку Адріано теж влаштовував Клаудії сцени ревнощів. У «щоденнику-присвяті» своєму чоловіку, «Два закоханих борці», про спільні з ним успіхи та складнощі спільного життя, Морі писала: «Якось Адріано порізав усі мої міні-спідниці, які я весь час носила. Було це дорогою у Форте-дей-Мармі (престижний морський курорт, уподобаний знаменитостями). Тоді я увійшла до найдорожчої крамниці і скупила там усі найдорожчі міні-спідниці».
Також ходили чутки, що на початку 1980-х років Челентано мав роман з італійською фотомоделлю Памелою Праті, під час проведення фотосесії з нею для журналу «Playboy» (фото також послужило обкладинкою альбому співака «Un po' artista un po' no» 1980 року). Праті заявляла, що навіть завагітніла від нього.
Клаудія неодноразово повторювала, що Адріано — найцікавіший чоловік, якого вона зустрічала. Своєю чергою, Челентано казав, що його серце завжди належало лише Клаудії Морі.

### Продюсування Челентано

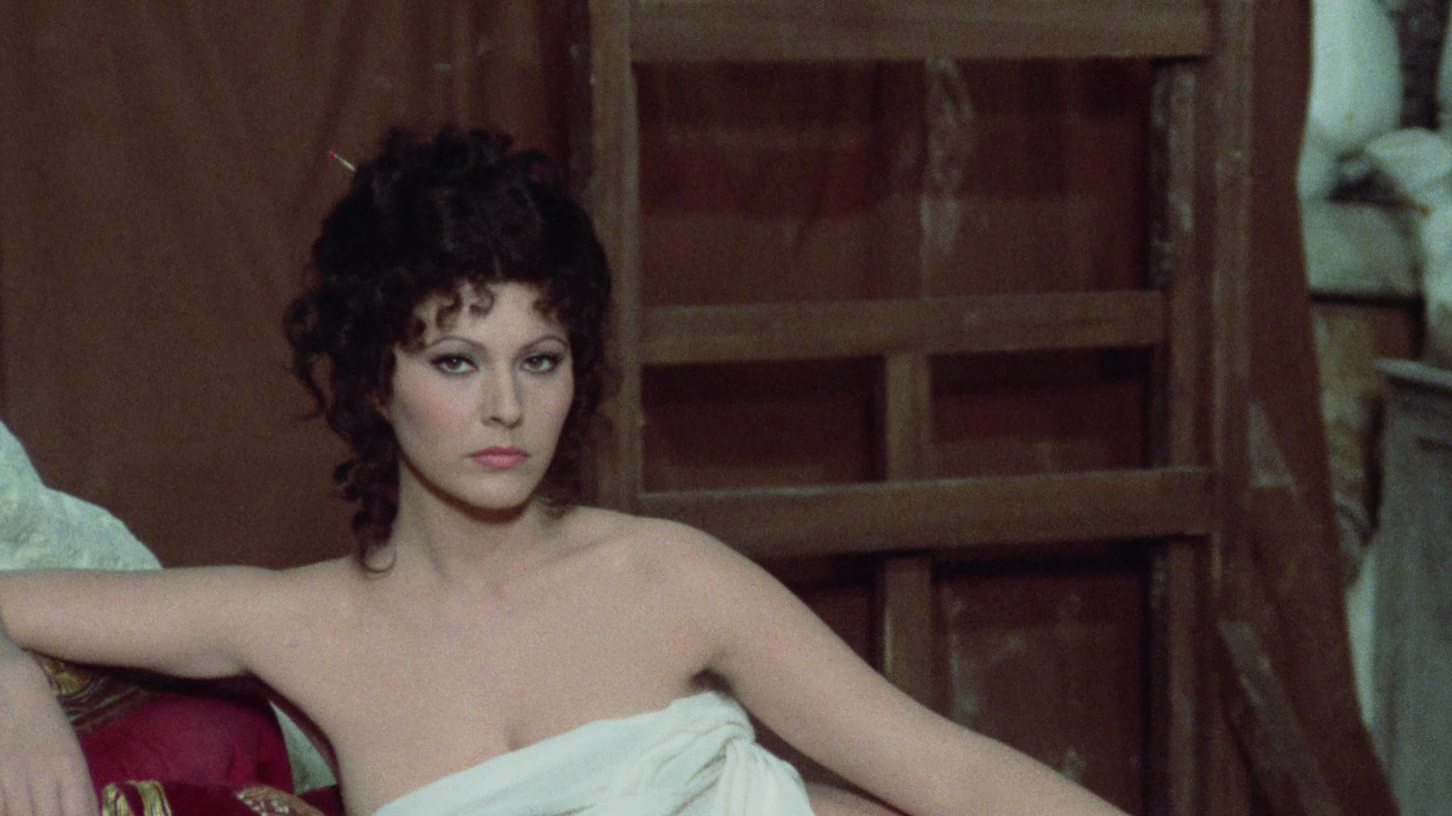
Клаудія Морі у фільмі «Ругантіно» (1973)

Морі була співавторкою практично всіх творчих заходів Челентано: спільно з ним знялась у 10 кінокартинах, записувала альбоми, створювала сценарії й тексти до його фільмів та пісень, брала участь у телепередачах та фестивалях. З середини 1980-х років Клаудія фактично стала піар-менеджером, юристом, іміджмейкером та адміністратором Челентано. Причому все це вона робила дуже успішно, тим самим даючи можливість Челентано вести життя самітника і водночас майже щороку радувати своїх шанувальників виходом свого нового диска.
Клаудія створила для Челентано образ зухвалого і брутального ловеласа, якого він успішно дотримувався і на екрані, і в житті. Відомі випадки, де Клаудія навмисно створювала скандальні історії, пов'язані з Челентано, задля підтримання його популярності серед представників ЗМІ. Одного разу журналісти зібралися біля залізниці, де побачили Челентано, який ліг на рейки нібито після сварки з дружиною, збираючись покінчити життя самогубством. Після появи представників ЗМІ «на сцені» — з'явилася і сама Морі, плачучи та лаючи на чоловіка. В останній момент, коли поїзд був вже близько, актор підскочив з рейок, і подружжя продемонструвало глядачам сцену примирення. Іншого разу Морі повідомила пресі, що її чоловік зупинив рух транспорту на одній вулиці. Папараці приїхали на місце події та побачили Челентано, танцюючого посеред дороги. Актор повідомив, що він всього лише репетирував сцену для нового фільму. В результаті цієї витівки прем'єра фільму пройшла з великим успіхом.
Саме за безпосереднього контролю Морі за зовнішнім виглядом чоловіка з'явився антураж, який асоціювався виключно з Челентано: оригінальні оправи окулярів, майки з вирізом на грудях, завжди різноманітні головні убори (від чорних капелюхів з білими стрічками до кепок і панам незвичайних фасонів). Місцями, для того, щоб одягнути Адріано, використовувались речі з барахолок Рима та Мілана. З часом Челентано створив певний стиль в одязі, аксесуарах, взутті. З роками змінювалися лише кольори одягу, але стиль артиста до сьогодні залишився один і той самий.

## Оцінка творчості
Музичний жанр Морі варіювався від балад до поп- і рок-музики, що робило її однією з найрізноманітніших артисток свого часу. Серед її найвідоміших хітів: «La coppia più bella del mondo», «Chi non lavora non fa l'amore», «Buonasera dottore», «Non succederà più». Записувала свої пісні вона в основному на студії свого чоловіка, «Clan Celentano», там же записувалася і дочка, Розіта. Хоча Морі офіційно пішла з музичної сцени 2015 року, її пісні продовжують бути популярними. Критики відзначали, що Морі могла передавати цілу гаму емоцій у своєму голосі, а її пісні відображали щастя, меланхолію та кохання. Крім цього, попри популярність Морі, низка рецензентів критикувала співачку за недостатню оригінальність у виборі текстів, звинувачуючи її пісні у надто великій схожості одна на одну.
Морі зіграла у понад двох десятках фільмів, які у більшості представлені комедіями та драмами, і меншою мірою — пригодами. Серед її найвідоміших фільмів: «Содом і Гоморра», «Кровний зв'язок», «Юппі-Ду» і «Рокко та його брати», який став однією з найкращих стрічок у її кар'єрі й вважається класикою світового кінематографу. Коли фільм вийшов у форматі DVD, критик Гленн Еріксон писав: «Найбільше задоволення від „Рокко та його братів“ — це просто бачити портрет життя робітничого класу Мілана 1960 року. Прекрасно знята у житлових кварталах і на вулицях міста, ця стрічка є яскравим прикладом фільму, який буде викликати історичний інтерес просто тому, що він показує так багато про те, як жили люди і як виглядали місця (зараз) 40 років тому». Акторська гра Морі мала як помірні, так і не дуже високі оцінки, зокрема: «[…] Стрічка, знята не надто переконливо, має, мабуть, єдину заслугу у тому, що відкриває нову акторку Клаудію Морі, яка, схоже, також має непогані шанси на більш серйозні фільми» (журнал «Intermezzo» про її роль у «Черазеллі»); «[…] трактирниця Клаудія Морі явно не блищить інтерпретаційними здібностями та ще й докучає нам трьома виснажливими балетами (жодного разу не в парі з Адріано) […]» (кінокритик Марчел Давінотті про її роль у «Господарці готелю»).

## Фільмографія

### Акторка
| Рік  | Назва українською мовою    | Назва мовою оригіналу                                 | Роль              | Режисер                             |
| ---- | -------------------------- | ----------------------------------------------------- | ----------------- | ----------------------------------- |
| 1959 | Черазелла                  | Cerasella                                             | Черазелла         | Рафаелло Матараццо                  |
| 1960 | Рокко та його брати        | Rocco e i suoi fratelli                               | прачка            | Лукіно Вісконті                     |
| 1960 | Куратор                    | Il corazziere                                         | Мірелла Ланфранкі | Камілло Мастрочінкве                |
| 1961 | Бездоганні                 | Gli incensurati                                       | Луїза             | Франческо Джакуллі                  |
| 1962 | Содом і Гоморра            | Sodoma e Gomorra                                      | Малеб             | Роберт Олдріч                       |
| 1962 | Легенда про Фра Дьяволо    | La leggenda di Fra Diavolo                            | Луїза             | Леопольдо Савона                    |
| 1962 | Трудне кохання             | L'amore difficile                                     | Бруна             | Серджо Солліма                      |
| 1963 | Урсус на Вогняній землі    | Ursus nella terra di fuoco                            | Міла              | Джорджо Сімонеллі                   |
| 1963 | Якийсь дивний тип          | Uno strano tipo                                       | Кармеліна         | Лучо Фульчі                         |
| 1963 | Чудовий авантюрист         | Il magnifico avventuriero                             | П'єра             | Ріккардо Фреда                      |
| 1963 | Пригода в мотелі           | Avventura al motel                                    | епізод            | Ренато Польселлі                    |
| 1964 | Суперпограбування в Мілані | Super rapina a Milano                                 | Ванда             | Адріано Челентано і П'єро Вівареллі |
| 1965 | Любов і прощання           | Un amore e un addio                                   | епізод            |                                     |
| 1971 | Історія кохання і кинджала | Er più — Storia d'amore e di coltello                 | Роза Турбіне      | Серджо Корбуччі                     |
| 1973 | Ругантіно                  | Rugantino                                             | Розетта           | Паскуале Феста Кампаніле            |
| 1973 | Емігрант                   | L'emigrante                                           | Розіта Флорес     | Паскуале Феста Кампаніле            |
| 1975 | Юппі-Ду                    | Yuppi du                                              | Аделаїда          | Адріано Челентано                   |
| 1976 | Шляхетний венецієць        | Culastrisce nobile veneziano                          | Луїза/Надя        | Флавіо Могеріні                     |
| 1978 | Безумство Джеппо           | Geppo il folle                                        | Джільда           | Адріано Челентано                   |
| 1979 | Кровний зв'язок            | Bloodline                                             | Донателла         | Теренс Янг                          |
| 1980 | Господарка готелю          | La locandiera                                         | Мірандоліна       | Паоло Кавара                        |
| 1982 | Гранд-готель «Ексельсіор»  | Grand Hotel Excelsior                                 | клієнтка          | Кастеллано і Піполо                 |
| 1985 | Джоан Луй                  | Joan Lui — Ma un giorno nel paese arrivo io di lunedì | Тіна Фостер       | Адріано Челентано                   |

#### Озвучення

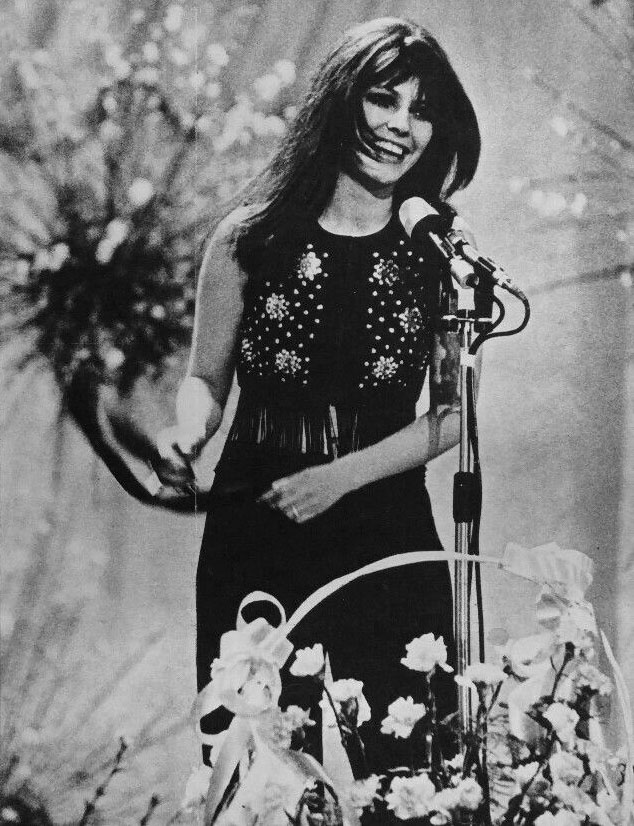
Клаудія Морі на Пісенному фестивалі «Санремо» 1970 року виконує пісню «Chi non lavora non fa l'amore»

Клаудію Морі у фільмах іноді озвучували інші акторки:
- Ріта Саваньоне[it] («Історія кохання і кинджала», «Шляхетний венецієць», «Чудовий авантюрист»)
- Марія Піа Ді Мео[it] («Черазелла»)
- Клара Бінді[it] («Якийсь дивний тип»)
- Луїзелла Вісконті[it] («Суперпограбування в Мілані»)
- Фламінія Яндоло[it] («Содом і Гоморра»)
- Вітторія Феббі[it] («Кровний зв'язок»)
- Меліна Мартелло[it] («Господарка готелю»)
- Валерія Валері[it] («Трудне кохання»)

### Продюсерка
Телефільми та телесеріали, спродюсовані Клудією Морі:
- 1988 — Поїзд з вершками[it] (Treno di panna)
- 2002 — Батьки[it] (Padri)
- 2005 — Рік весни[it] (Un anno a primavera)
- 2005 — Де Гаспері. Людина надії[it] (De Gasperi  L'uomo della speranza)
- 2008 — Ріно Гаетано — або небо завжди блакитне[it] (Rino Gaetano — Ma il cielo è sempre più blu)
- 2008 — Ейнштейн[it] (Einstein)
- 2010 — Жило-було місто божевільних…[it] (C'era una volta la città dei matti...)
- 2012 — Карузо, голос кохання[it] (Caruso, la voce dell'amore)
- 2019 — Адріан

## Дискографія

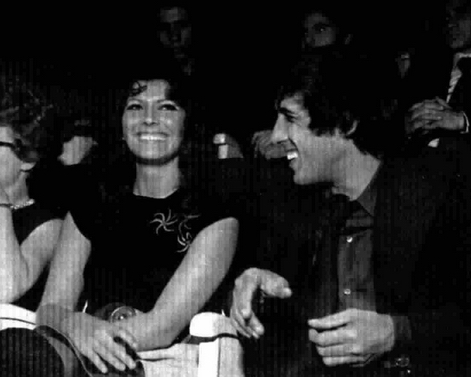
Клаудія Морі та Адріано Челентано на телепередачі «Teatro 10» (1972)

### Сингли
- 1964 — Non guardarmi/Quello che ti dico[it] (кавер-версія італійською пісні The Loco-Motion Літл Еви)
- 1965 — Chiù chiù/Morirò (Italian Yank, IY 10001)
- 1967 — La coppia più bella del mondo (дует з Адріано Челентано)/Torno sui miei passi
- 1967 — 30 donne del west (дует з Адріано Челентано)/Più forte che puoi (під псевдонімом LEI)
- 1970 — Chi non lavora non fa l'amore/EA
- 1970 — Chi non lavora non fa l'amore/Due nemici innamorati
- 1970 — …e fu subito amore/Signore, tu
- 1971 — Il sognatore/Amarti volerti pensarti
- 1973 — Puppatella/L'amor così si fa
- 1974 — Buonasera dottore/Che scherzo mi fai[it]
- 1975 — Come una cenerentola (дует з Марчелло Мастроянні, саундтрек до фільму «Шляхетний венецієць»)/La Montagna
- 1975 — Buenas noches doctor (Buonasera dottore)/Buonasera dottore (Buenas noches doctor) (CBS Columbia — CSR 0955), опубліковано в Перу та Аргентині
- 1975 — Buenas noches doctor (Buonasera dottore)/Buonasera dottore (Discos CBS — 10153), опубліковано у Болівії
- 1977 — Hey, Hey, Hey!/Sguardo da moglie
- 1979 — Pay, pay, pay (дует з Адріано Челентано)
- 1982 — Non succederà più/Un filo di pazzia[it] (CGD 10373)
- 1983 — No sucederá más (іспаномовна версія Non succederà più)
- 1983 — Il principe/Dal dire al fare
- 1984 — Nata per te[it]
- 1985 — Chiudi la porta/È inutile davvero
- 1994 — Se mi ami
- 2009 — Non succederà più — Deelay remix

### Альбоми
- 1974 — Fuori tempo[it]
- 1977 — È amore[it]
- 1984 — Claudia canta Adriano (перевидано 1985 року під назвою Chiudi la porta)
- 1985 — Chiudi la porta
- 1986 — Collezione
- 1994 — Claudia Mori e i ragazzi del Clan
- 2009 — CMC — Claudia Mori Collection